# Francis Day
Francis Day (1829-1889) foi um  um ictiólogo britânico que desempenhou também as funções de inspetor-geral de pescas na Índia e Birmânia.
Enquanto médico oficial na presidência de Madras, na Companhia Britânica das Índias Orientais iniciou, como passatempo, o seu interesse em peixes.
Escreveu uma monografia sobre peixes entre 1875 e 1878 intitulada "Os peixes da Índia" com um suplemento em 1888 e 2 volumes sobre "Peixes" na série da Fauna da Índia britânica em que descreveu cerca de 1400 espécies. 